# Печинено
Печинено — село в Богатовском районе Самарской области России. Административный центр сельского поселения Печинено.

## География
Село находится в восточной части Самарской области, в степной зоне, к северу от реки Самара, при автодороге 36К-238, на расстоянии примерно 5 км (по прямой) к западу от села Богатое, административного центра района. Абсолютная высота — 76 м над уровнем моря.
Климат
Климат характеризуется как континентальный, с жарким сухим летом и холодной малоснежной зимой. Средняя температура воздуха самого тёплого месяца (июля) — 20 — 25 °C (абсолютный максимум — 40 °C); самого холодного (января) — −14,1 °C (абсолютный минимум — −47 °C). Среднегодовое количество атмосферных осадков составляет 350—425 мм. Снежный покров образуется в конце ноября и держится в течение 141 дня.
Часовой пояс
Село Печинено, как и вся Самарская область, находится в часовой зоне МСК+1. Смещение применяемого времени относительно UTC составляет +4:00.

## Население
| 2010 |
| ---- |
| 611  |

Половой состав
По данным Всероссийской переписи населения 2010 года в гендерной структуре населения мужчины составляли 47,6 %, женщины — соответственно 52,4 %.
Национальный состав
Согласно результатам переписи 2002 года, в национальной структуре населения русские составляли 95 % из 668 чел.

## Известные уроженцы
- Голышев, Георгий Иванович (1915—1985) — советский воздухоплаватель и аэролог, доктор технических наук.